# Japanische Feuerwehr der Edo-Zeit

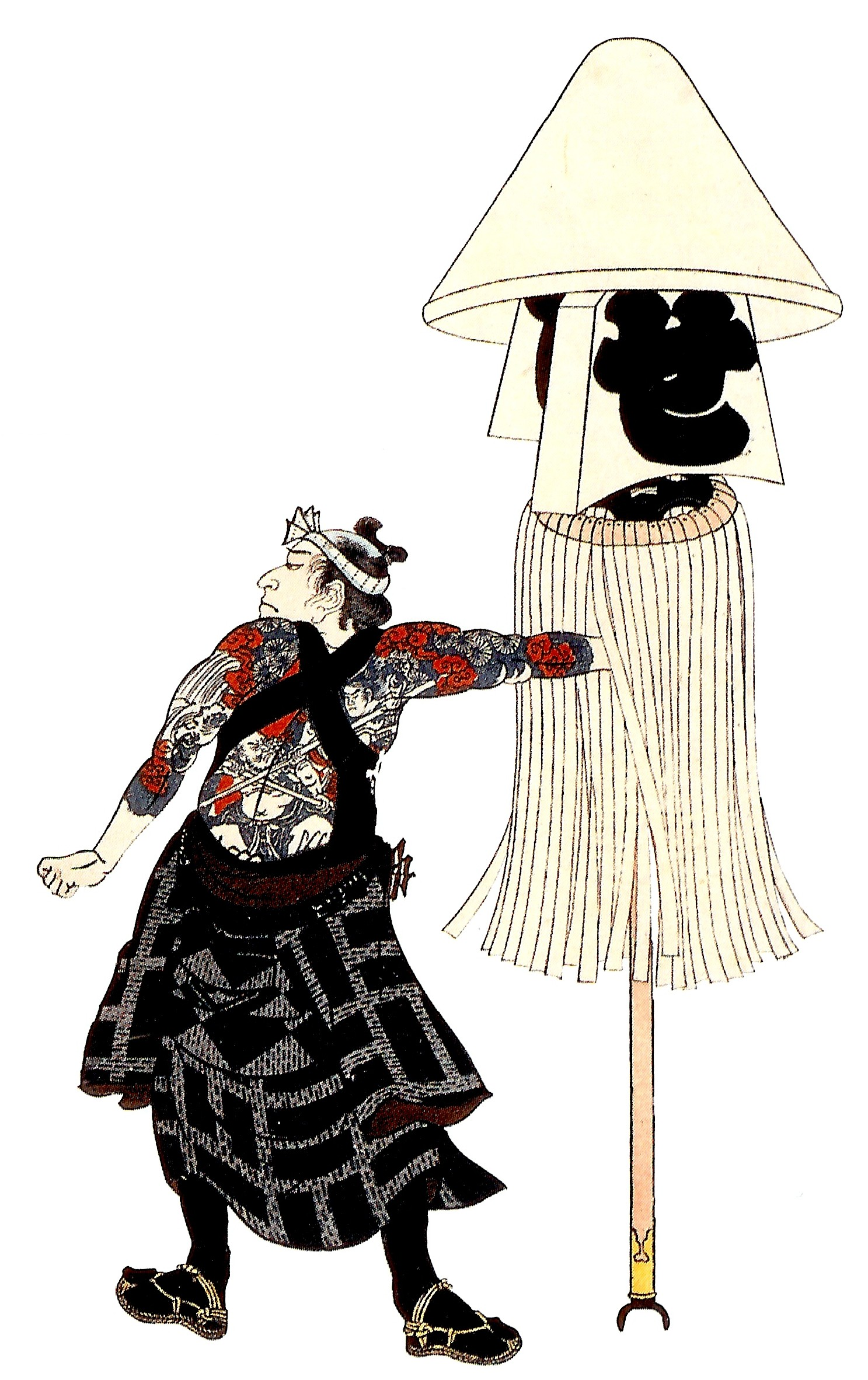
Matoi-Träger

Die Japanische Feuerwehr der Edo-Zeit wurde im ersten Drittel des 17. Jahrhunderts gegründet.

## Hintergrund
Leichte Holzbauweise, offene Herdfeuer, ein auf der Pazifikseite sehr trockener Winter, gelegentlich auch Erdbeben, führten ständig zu Bränden, die vor allem in den drei großen Städten Edo (Tokio), Ōsaka und Kyōto verheerende Folgen hatten. Als mit Beginn der Edo-Zeit die politische Stabilität wieder hergestellt wurde und in diesen Zusammenhang die großen Städte wuchsen, begann man, sich um den Brandschutz zu kümmern.

## Maßnahmen zur Brandbekämpfung

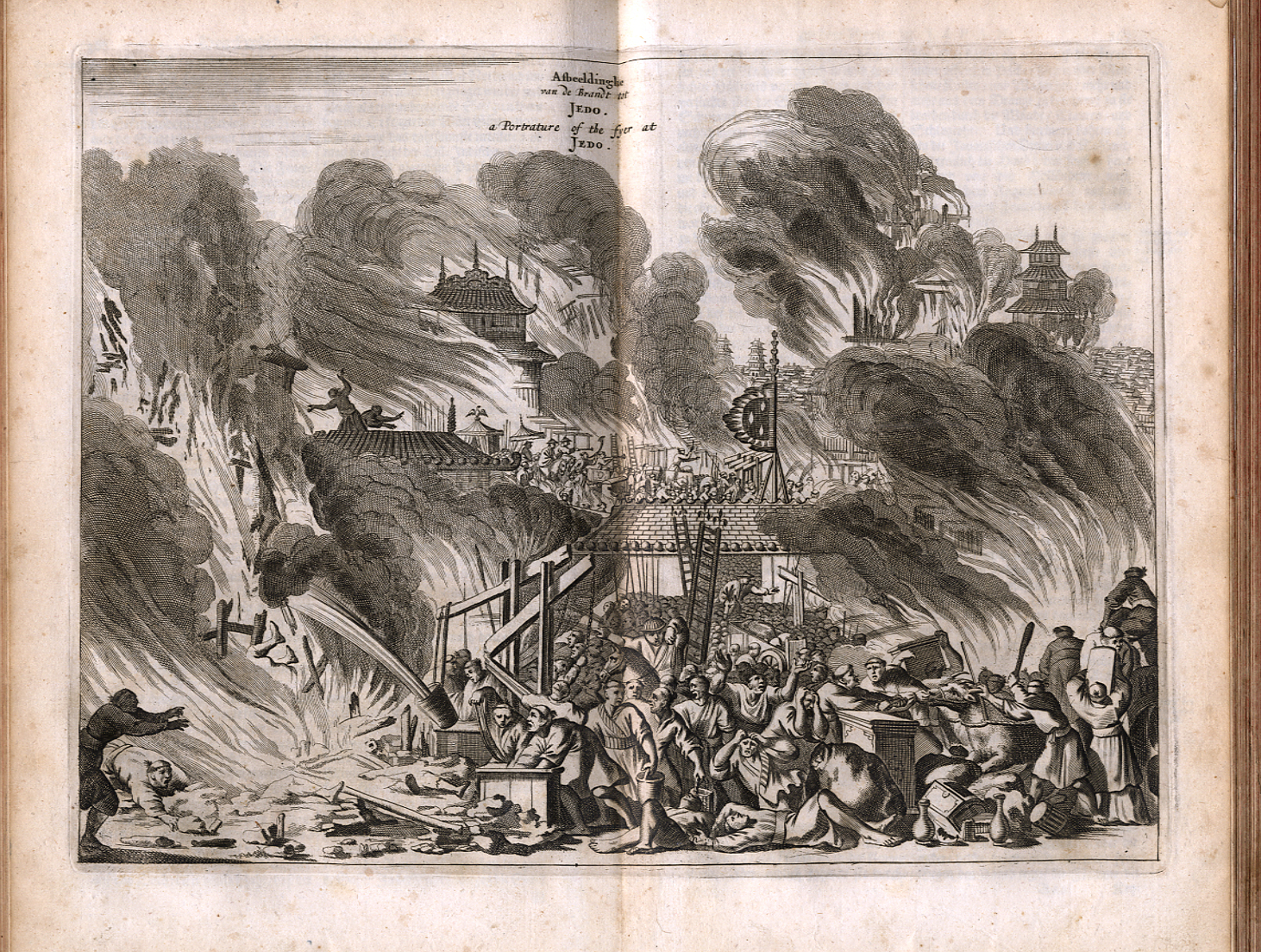
Meireki-Brand bei Montanus

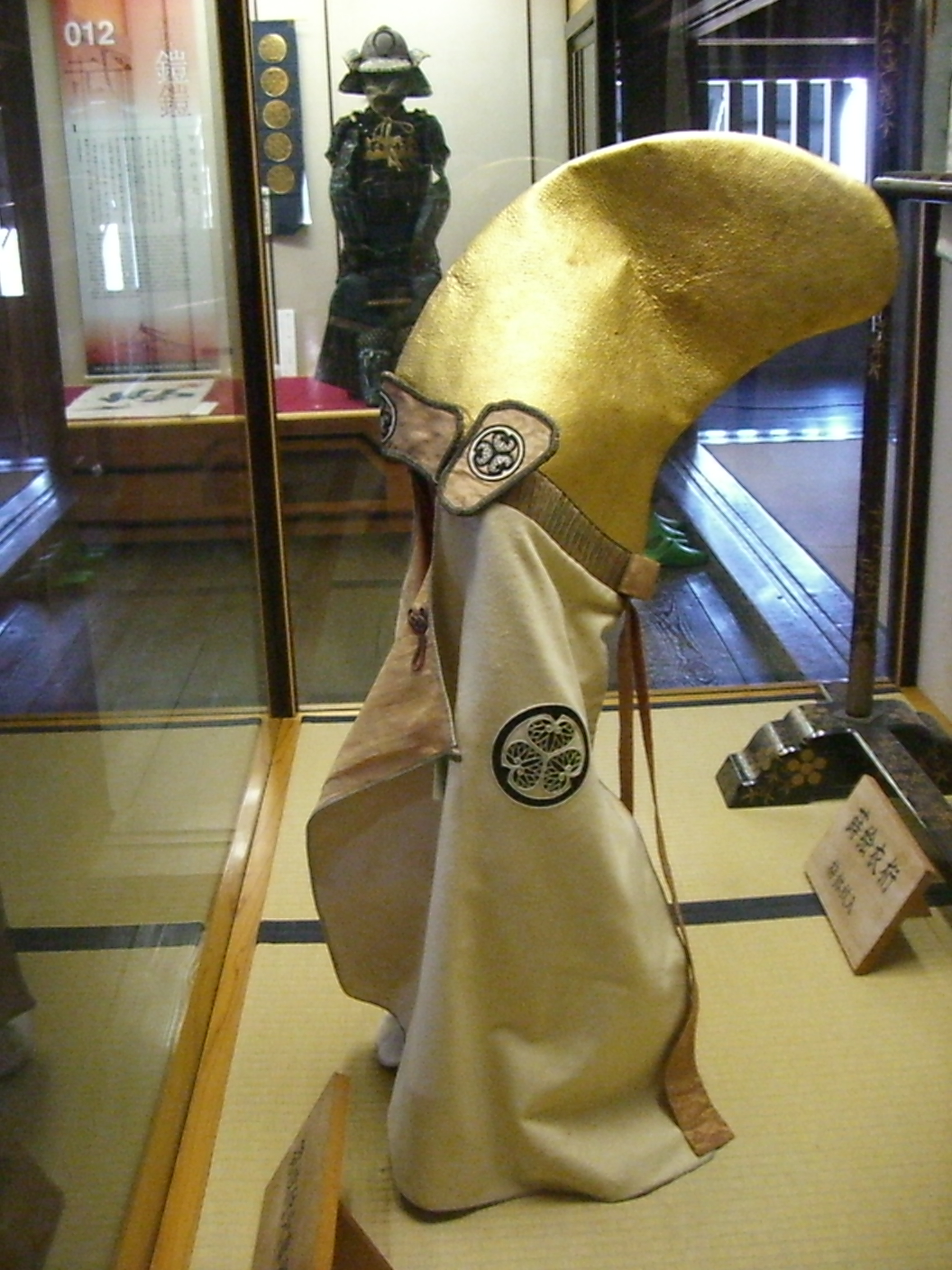
Schutzkleidung mit Daimyo-Wappen (mon) im Museum der Burg Matsuyama

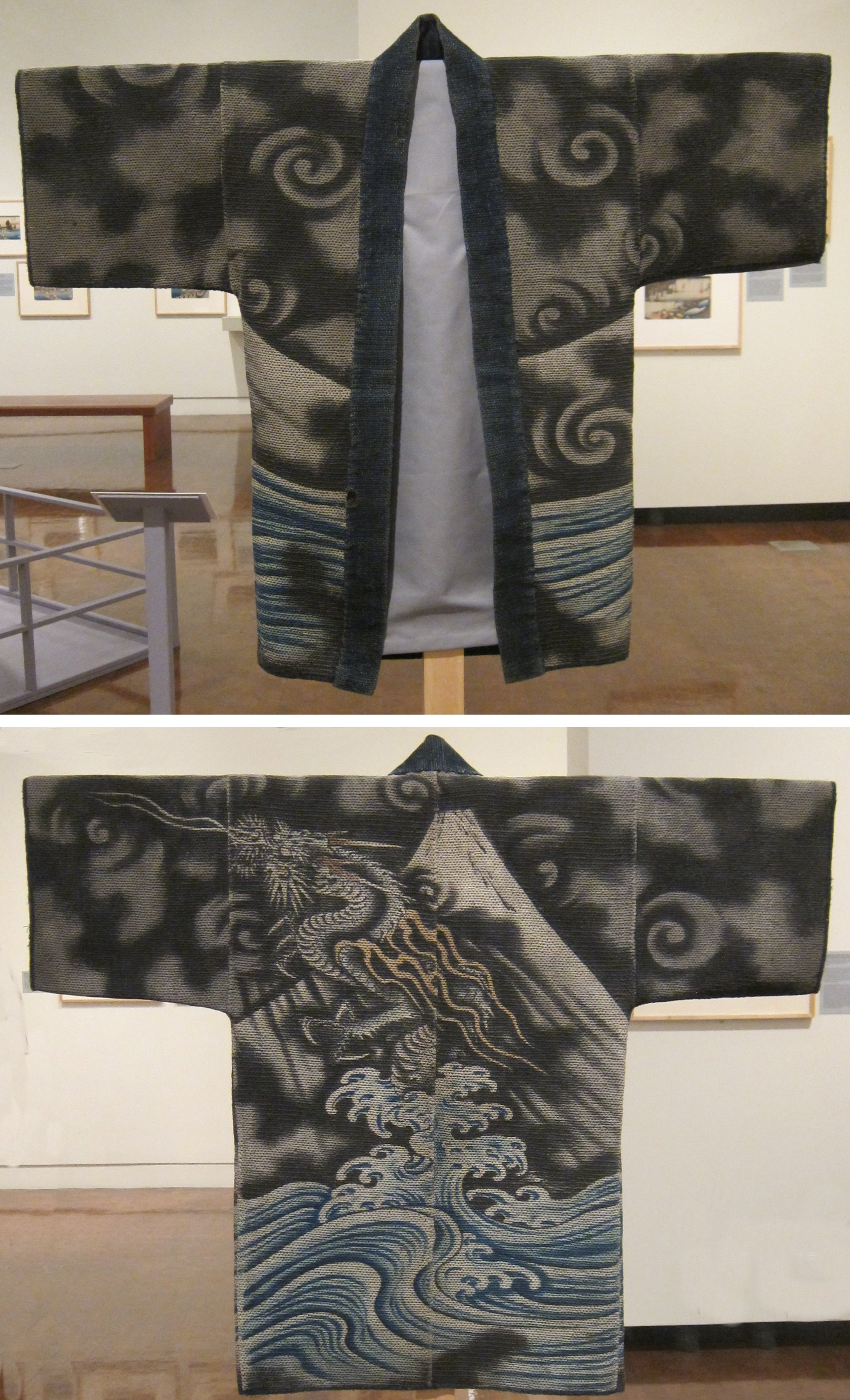
„Hanten“: Vorder- und Rückseite

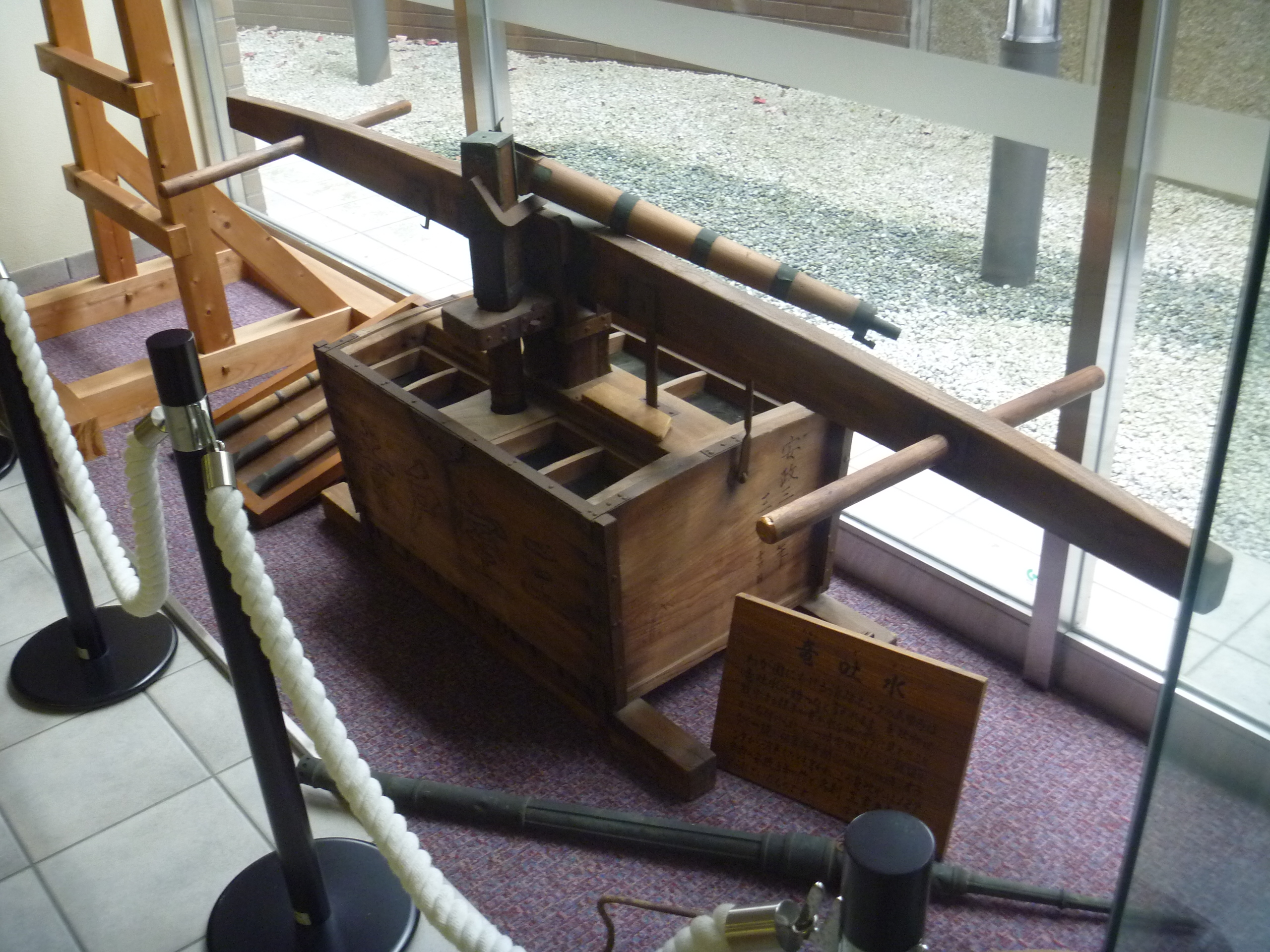
Wasserspritze

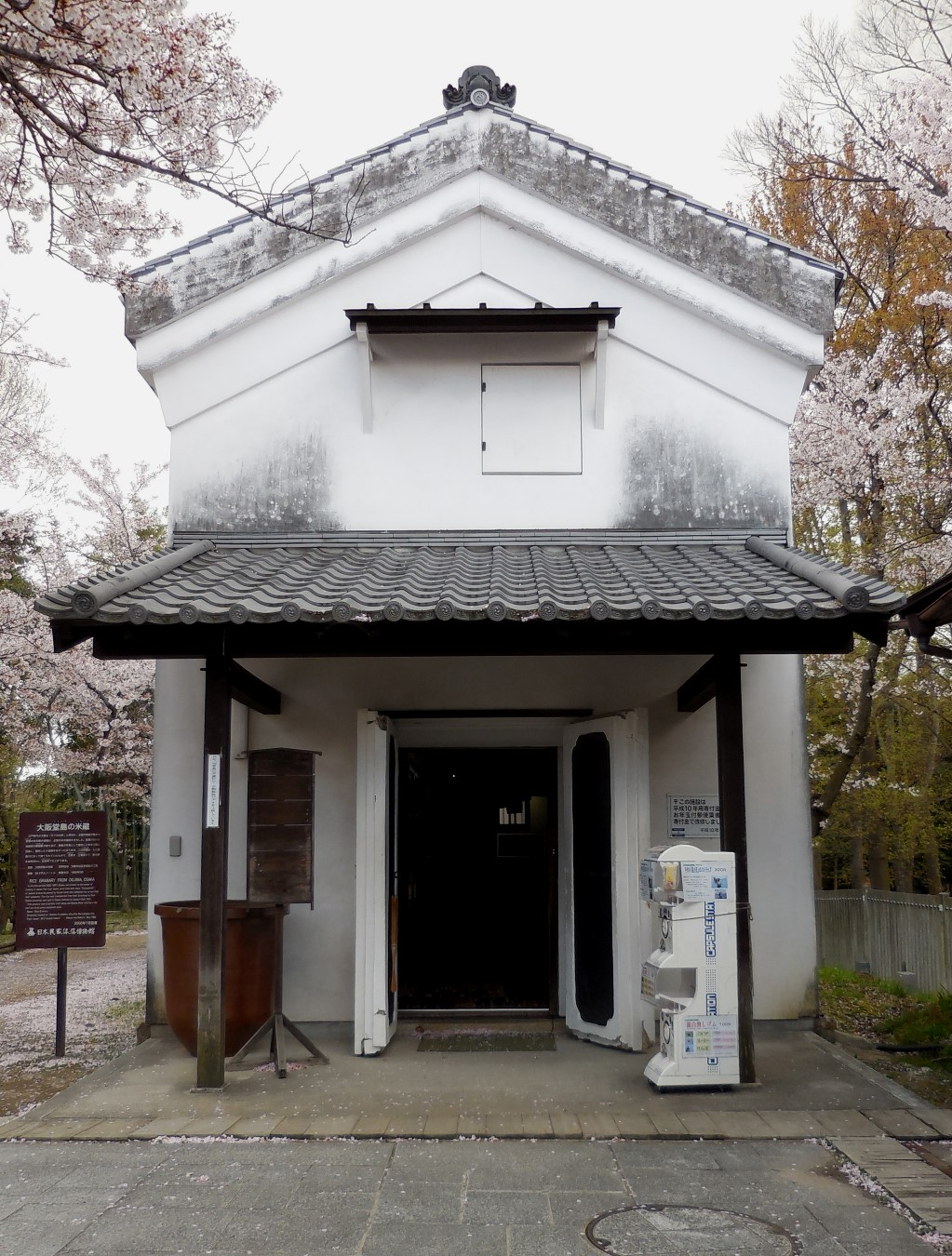
Feuerfester Speicher

- 1629 richteten die Daimyō auf ihren Grundstücken ständige Feuerwachen (大名火消, daimyō hikeshi) ein, die allerdings nur den eigenen Besitz sicherten.
- 1649 richtete die Stadt Edo eine Berufsfeuerwehr ein (定火消, jōbikeshi), die in 64 Brigaden gegliedert war. Diese waren jeweils für einen Stadtteil zuständig, 48 Brigaden westlich des Sumida-Flusses, 16 Brigaden auf der anderen Seite. Die 48 wurden mit dem Kana-Alphabet benannt. Dabei wurden die Silben „he“, „ra“ und „hi“, die einen unangenehmen Beigeschmack haben, durch die Kanji 100 (百), 1000 (千) und 10.000 (万) ersetzt und die Schluss-n-Silbe durch „hon“ (本). Die restlichen sechzehn Brigaden wurden von eins bis sechzehn durchnummeriert. Diese Brigaden wurden in größeren Gruppen zusammengefasst.

Jede Brigade führte ein Feldzeichen, Matoi (纏) genannt. Das Kana- oder Zahlenzeichen erschien oben am Kopf einer Stange in drei Richtungen, darunter war eine Schärpe aus Papierstreifen, das Baren (馬簾), angebracht. Die Feuerwehrleute waren raue Personen und oft tätowiert.
Diese Brigaden konnten in den ersten hundert Jahren nur die Ausbreitung eines Brandes verhindern, indem sie Nachbargebäude des Brandherdes abrissen. Die Brigaden waren zu dem Zweck mit Leitern und Reißhaken, den Tobi (鳶) ausgerüstet. Oft fanden Hausbesitzer, dass ihr Haus unnötig abgerissen wurde, was zu dem Sprichwort führte: „Brände und Streit sind die Blumen von Edo.“ (火事と喧嘩は江戸の華, Kaji to kenka wa Edo no hana). Die Feuerwehrleute schützten sich mit kurzen dicken Jacken (半纏, hanten), die sie mit Wasser sättigten.
- 1718 wurde eine städtische Freiwillige Feuerwehr eingerichtet (machi hikeshi).
- 1754 gelang es, Wasserpumpen (龍吐水, ryūdosui) zu bauen und einzusetzen.

## Flankierende Maßnahmen
- Ab 1657 erfolgte eine Verbesserung der Stadtstruktur Edos durch Auflockerung und Verlegung der Residenzen der drei Tokugawa-Nebenlinien auf Grundstücke außerhalb des Äußeren Grabens.  Außerdem legte die größeren Daimyō-Nebenresidenzen (Nakayashiki) und weiter draußen Unterresidenzen (Shimoyashiki) an. angelegt, in die man sich bei einem Brand zurückziehen konnte.
- 1683 wurden strengere Strafen für Brandstiftung und Raub (火付盗賊改, hitsuke tōzoku aratame) festgesetzt.
- Es wurden freistehende Wachtürme errichtet und auf Häusern Aussichtsplattformen aufgesetzt.[2] Im einfachsten Fall wurden Leitern senkrecht aufgestellt. Alle Posten waren mit Warnglocken ausgerüstet.
- Es wurden feuerfeste Speicher mit feuerfesten Türen und gut verschließbaren Fenstern, Kura (蔵), angelegt. Als Alternative oder Ergänzung wurde auch unter dem Haus ein Lochspeicher, Anakura (穴蔵), angelegt. Ein übliches Maß dafür war 6×7 shaku (Fuß) = 1,81 m × 2,16 m (Länge × Breite). Die Tiefe betrug etwa 1,35 m.
- Vorsorglich wurden Wasserbehälter vor dem Haus aufgestellt und, vor allem bei großen Gebäuden, Wasserbehälter auf dem Dachfirst befestigt.

## Große Stadtbrände

### Große Brände in Edo
- 1601 Edo-Großbrand (江戸大火)
- 1657 Meireki-Großbrand (明暦の大火 （振袖火事）)[3]
- 1668 Kambun-Großbrand (寛文の大火)
- 1682 Tenna-Großbrand (天和の大火 （お七火事）)
- 1703 Genroku-Großbrand (元禄の大火)
- 1772 Meiwa-Großbrand (明和の大火)[3]
- 1806 Bunkyō-Großbrand (文政の大火)[3]
- 1829 Ansei-Großbrand (安政の大火)
- 1855 Großes-Ansei-Erdbeben (安政の大地震)
- 1872 Wadakuramon-Iwaidachō-Großbrand (和田倉門祝田町の大火)
- 1911 Yoshiwara-Großbrand (吉原の大火)
- 1923 Großes Kantō-Erdbeben (関東大地震)
- 1932 Shirokiya-Brand (白木屋火災)

Die meisten Großbrände sind nach der gerade gültigen Regierungsdevise benannt, einige erhielten dazu noch einen Beinamen.
- Der verheerende Meireki-Brand wird auch „Langärmel-Brand“ (振袖火事, furisode kaji) genannt. Der Legende nach soll sich ein Mädchen aus unglücklicher Liebe umgebracht haben. Als ihr Kimono mit langen Ärmeln verbrannt werden sollte, sprühten Funken auf, der Brand brach aus. Dieser Brand brach an drei Tagen hintereinander erneut aus und war so besonders verheerend. Auch der 70 m hohe hölzerne Burgturm der Burg Edo ging dabei verloren. Er wurde nicht wieder aufgebaut.
- Der ebenfalls zu den besonders großen Bränden gerechnete Tenna-Großbrand soll auf Brandstiftung durch ein ebenfalls verliebtes Mädchen, Yaoya Oshichi (八百屋お七), entstanden sein. Das Mädchen wurde zum Tode verurteilt, obwohl es wohl minderjährig war.
- Der Shirokiya-Brand, der im Kaufhaus Shirokiya ausbrach, forderte zwar nur 14 Todesopfer, ist aber bis heute bekannt, weil die weiblichen Angestellten sich nicht trauten, in die bereitgestellten Sprungnetze zu springen.

### Große Brände in Kyōto
- 1661 Kyōto-Großbrand (京都大火)
- 1661 Kambun-Großbrand (寛文の大火)
- 1698 Uji-Großbrand (宇治の大火)
- 1707 Hōeii-Großbrand (宝永の大火)
- 1730 Nishijin-Großbrand (西陣の大火)
- 1788 Temmei-Großbrand (天明の大火)

### Große Brände in Osaka
- 1724 Ōsaka-Großbrand (大阪の大火)
- 1789 Kamichō-Großbrand (上町の大火)[4]
- 1791 Horie-Shimanouchi-Großbrand  (堀江・島之内の大火)[4]
- 1792 n-Großbrand (天満の大火)[4]
- 1837 Tempō-Großbrand (天保の大火)

## Bildauswahl

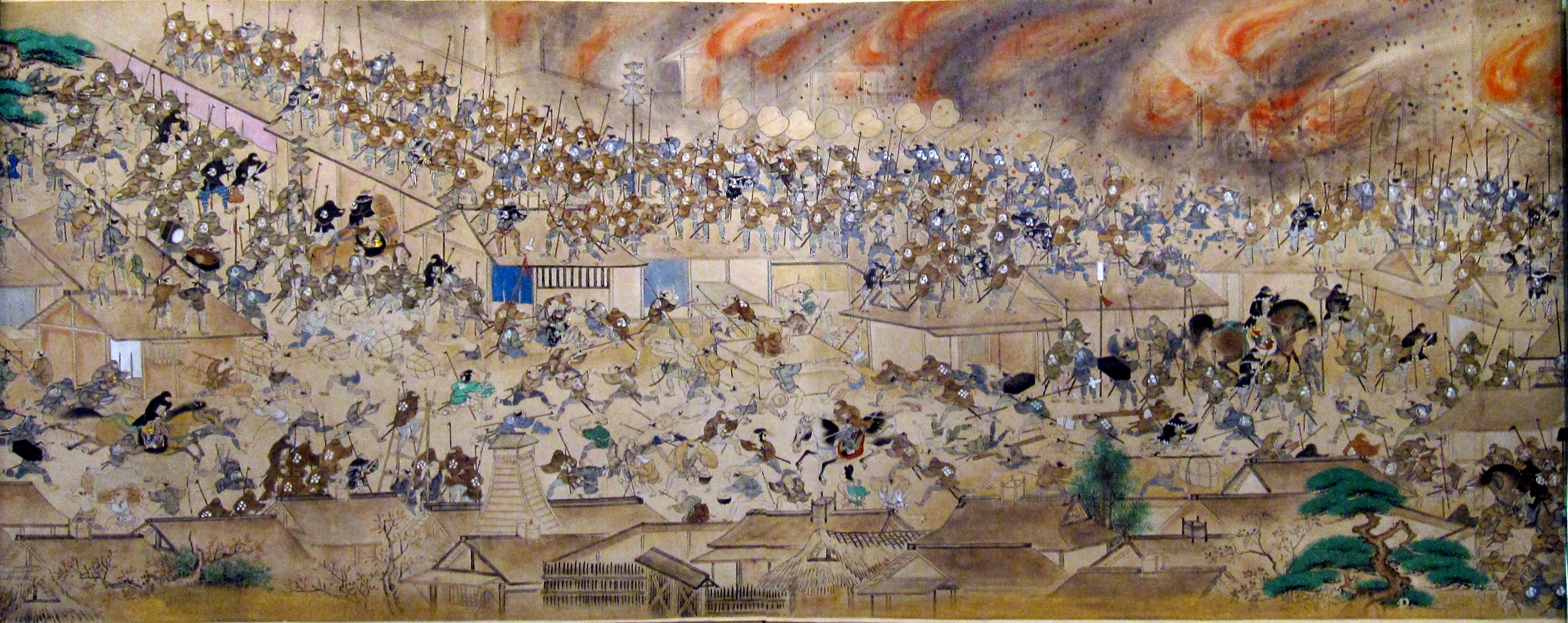
Meireki-Brand
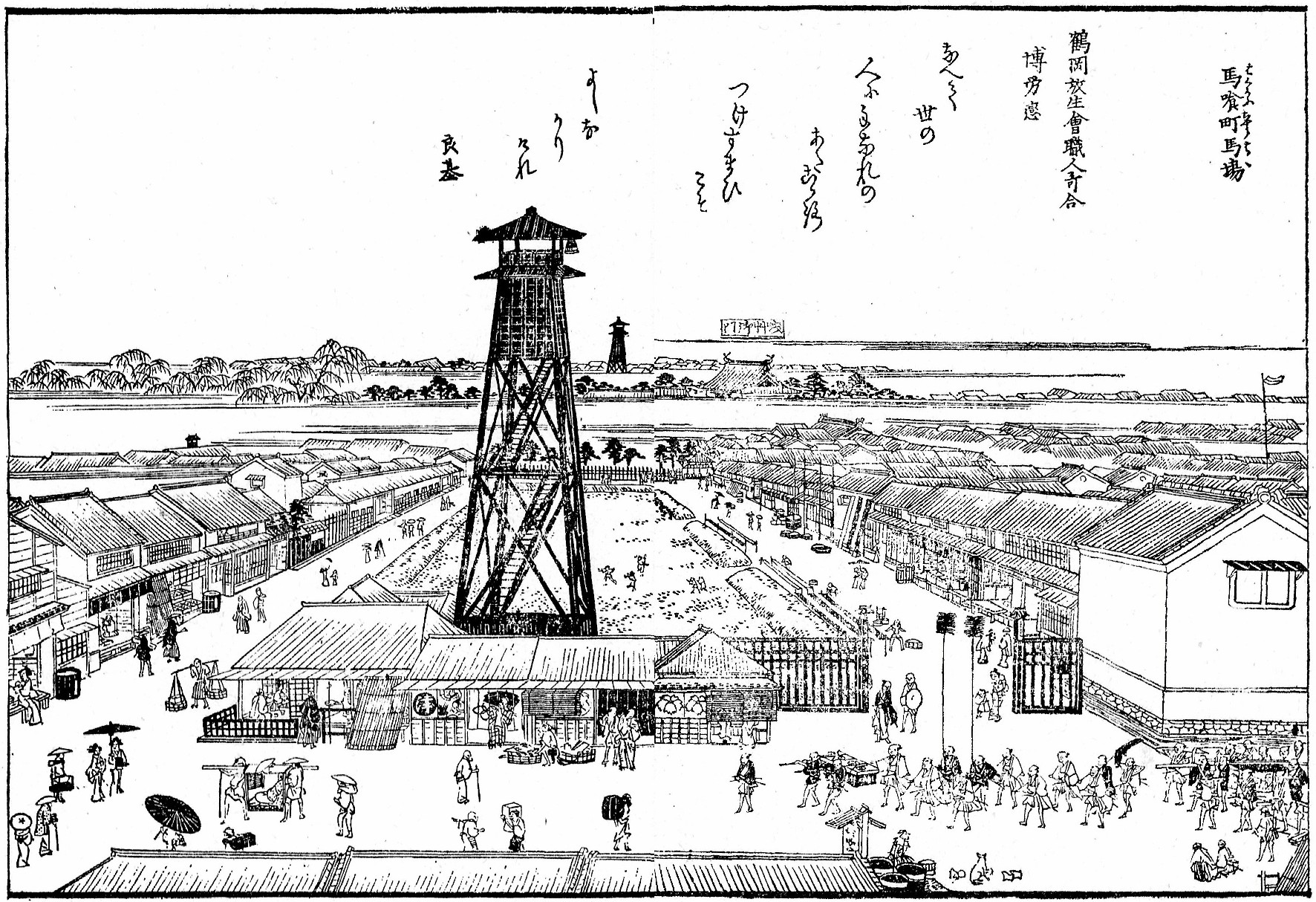
Wachturm im Stadtteil Bakuro
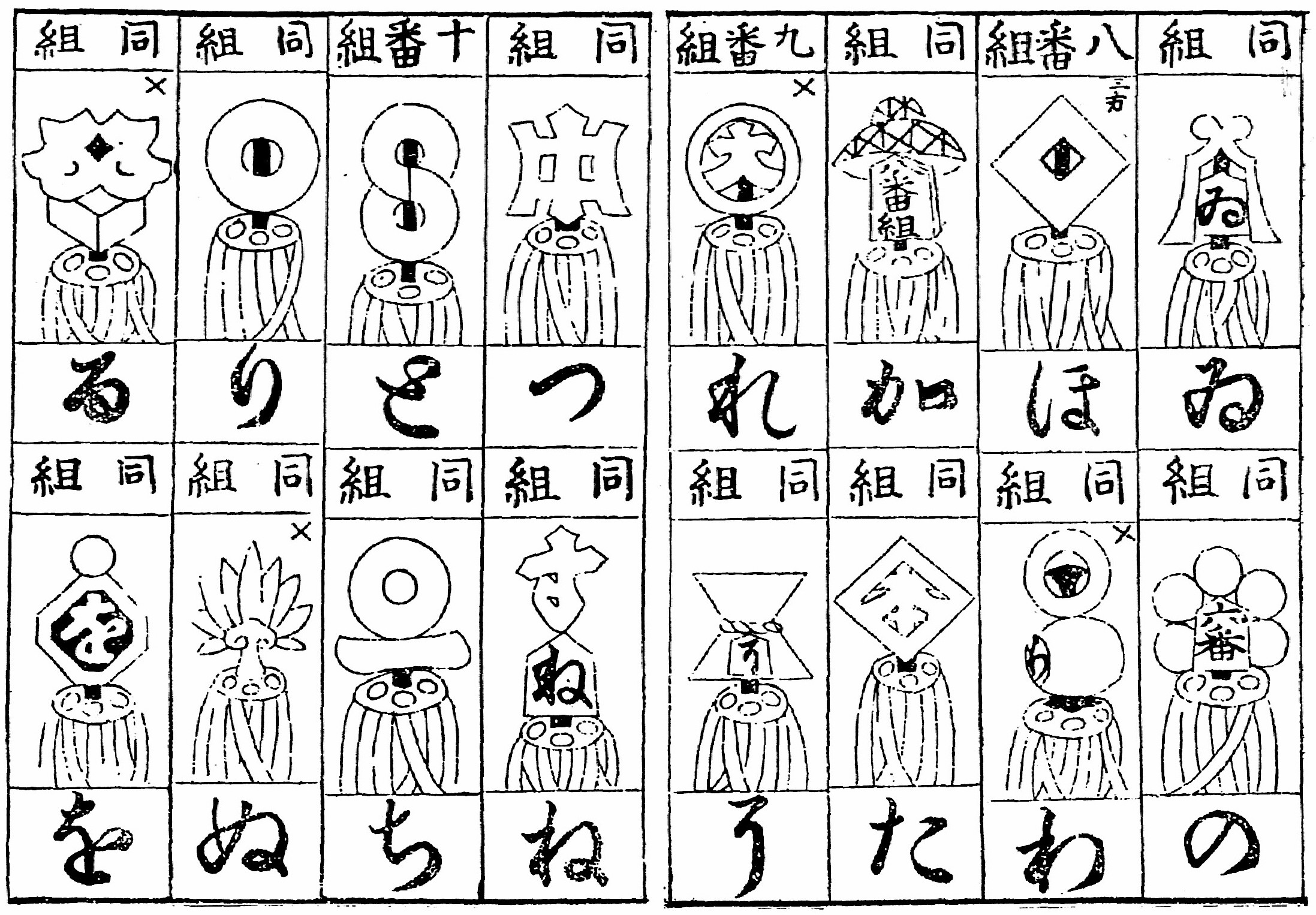
Die Matoi einiger Feuerbrigaden
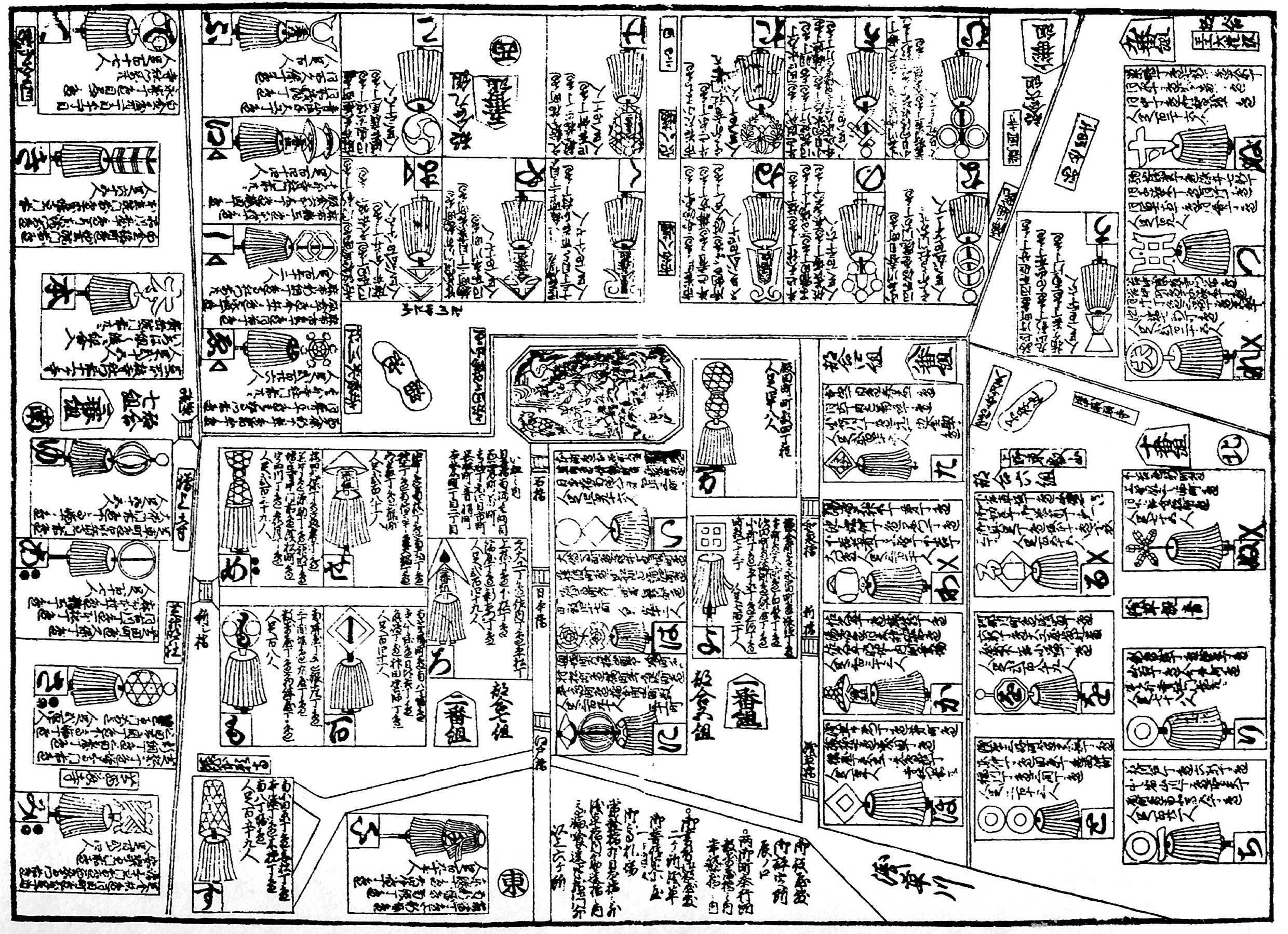
Einsatzgebiete der Feuerbrigaden
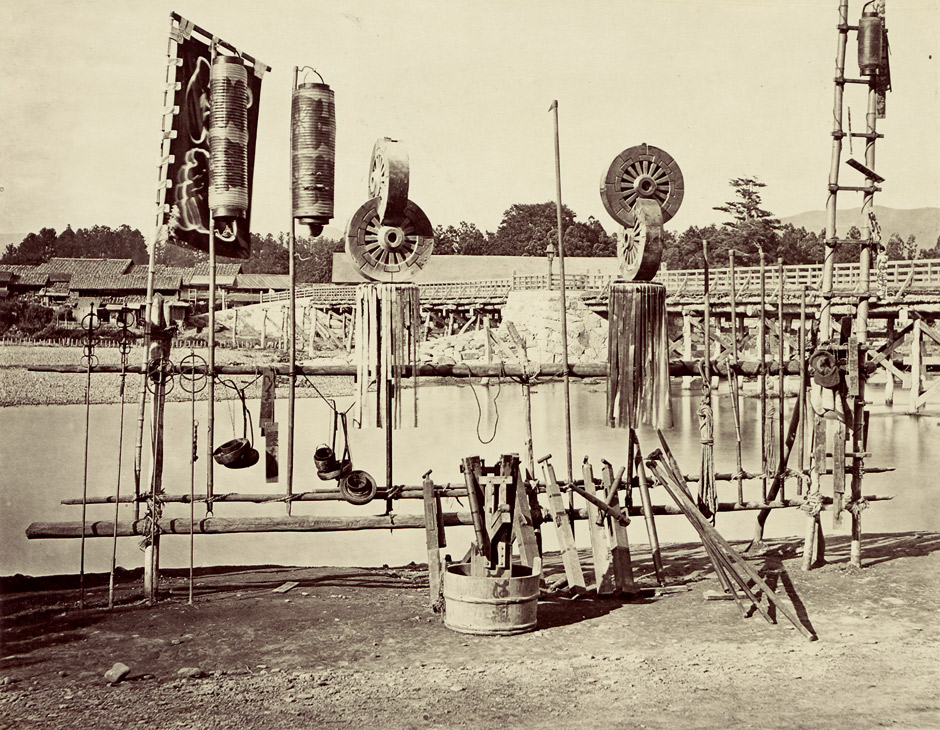
Ausrüstung einer Feuerbrigade um 1870.